# Céfalus
Céfalus est une bande dessinée de Ludovic Debeurme publiée en 2002 par Cornélius. Premier album de son auteur, elle apparait à sa sortie comme un « coup de maître qui impose d'emblée un univers graphique à la poésie insolite, riche en figures marquantes » et est rétrospectivement le jalon fondateur de l'œuvre ultérieure de Debeurme.

## Résumé
Un homme se suicide en sautant d'une falaise. Son double se relève afin de savoir ce qu'il lui est arrivé. Après quelques rencontres, il trouve le Dr. Kru, montreur de foire sadique qui lui greffe la tête du suicidé et le laisse en proie à des bourgeois lubriques. Castré, le bicéphale trouve refuge dans le cirque du docteur. Il y rencontre Lucie, femme énucléée dont il tombe amoureux. Ils se libèrent du Docteur, lui retrouve son sexe et perd sa tête superflue. Ils peuvent commencer une nouvelle vie.

## Analyse
Le récit semble « semi-improvisé », faisant alterner « ellipses brusques et séquences dilatées », le tout sur différents modes narratifs : récitatifs, apartés, objets (brochure, affiche), narrateur simple. Cette grande variabilité narrative permet à Debeurme de laisser son « trait spontané, viscéral, (...) proche de l'esquisse » dominer le dessin, comme dans le meilleur Mœbius, et ainsi d'imposer « une forme d'écriture avant tout visuelle ». Le tout évoque à la fois les logiques du rêve et des « contes pour enfant, dont il retrouve la brutalité symbolique », du roman d'initiation et de la parabole métaphysique : Céfalus est un collage « d'univers, d'atmosphères et de motifs produisant des visions puissamment évocatrices ».

## Publications en français

### Albums
- Cornélius, coll. « Pierre », 2002

### Documentation
- Julien Bastide, « L'étrange cas Céfalus », dans 9e Art n°8, Centre national de la bande dessinée et de l'image, janvier 2003, pp. 135